# Huis van Nahyan
Het Huis van Nahyan is de heersende koninklijke familie van Abu Dhabi, één van de zeven emiraten die samen de Verenigde Arabische Emiraten (VAE) vormen.
De familie is een tak van het Huis van Falahi, een tak van de stam van Bani Yas, en is verwant aan het Huis van Falasi, waar de heersende familie van Dubai, de Maktoum, vandaan komt.

## Geschiedenis
De Bani Yas kwamen in de 18e eeuw vanuit de Liwa-oase naar Abu Dhabi. Ze regeerden Abu Dhabi sinds 1793 en regeerden eerder over Liwa. Vijf van de heersers werden omvergeworpen en acht werden gedood bij staatsgrepen tussen 1793 en 1966; velen waren broers. De familie Nahyan beheert meerdere staatsinvesteringsfondsen, waaronder de Abu Dhabi Investment Authority en Mubadala Investment Company, die naar schatting 1 biljoen Amerikaanse dollar aan activa onder beheer hebben.

## Lijst van heersers
- Dhiyab bin Isa Al Nahyan (1761-1793 )
- Shakhbut bin Dhiyab Al Nahyan (1793-1816)
- Mohammad bin Shakhbut Al Nahyan (1816-1818)
- Tahnun bin Shakhbut Al Nahyan (1818-1833)
- Khalifa bin Shakhbut Al Nahyan (1833-1845)*
- Saeed bin Tahnun Al Nahyan (1833-1855)*
- Zayed bin Khalifa Al Nahyan (1855-1909)
- Tahnoun bin Zayed bin Khalifa Al Nahyan (1909-1912)
- Hamdan bin Zayed bin Khalifa Al Nahyan (1912-1922)
- Sultan bin Zayed bin Khalifa Al Nahyan (1922-1926)
- Saqr bin Zayed Al Nahyan (1926-1928)
- Shakhbut bin Sultan Al Nahyan (1928-1966)
- Zayid bin Sultan al Nuhayyan (1966-2004)
- Khalifa bin Zayed Al Nahayan (2004-2022)
- Mohammed bin Zayed Al Nahyan (2022-heden)

*Betwist leiderschap